# Brandoffer
Een brandoffer is een offer waarbij op een altaar een slachtoffer wordt verbrand. Meestal is dit een stuk vee, zoals een lam, een rund, een bok of een deel daarvan. Het idee is dat de god aan wie wordt geofferd geniet van de vette, opstijgende offergeur. Indien een offerdier in zijn geheel wordt geofferd, spreekt men ook wel van een holocaust.
In het Oude Testament is er bijvoorbeeld sprake van "een geurig offer van rammen" (Psalm 66,15) en bij Homerus van "offergeur van lammeren en ongevlekte geiten" (Ilias I, 66.). In vele culturen vonden soms ook mensenoffers plaats. 
In de Romeinse oudheid werd de rol van het brandoffer in de tijd van Constantijn de Grote (begin 4e eeuw n.Chr.) geleidelijk ingeperkt. Het doden van dieren werd vervangen door de bloedeloze offerande aan de christelijke God.